# Ceraspis pilatei
Ceraspis pilatei är en skalbaggsart som beskrevs av Edgar von Harold 1863. Ceraspis pilatei ingår i släktet Ceraspis och familjen Melolonthidae. Inga underarter finns listade i Catalogue of Life.